# Zaborowo (powiat rawicki)
Zaborowo – wieś w Polsce położona w województwie wielkopolskim, w powiecie rawickim, w gminie Jutrosin.
W okresie Wielkiego Księstwa Poznańskiego (1815-1848) miejscowość wzmiankowana jako Zaborowo należała do wsi większych w ówczesnym pruskim powiecie Kröben (krobskim) w rejencji poznańskiej. Zaborowo należało do okręgu jutroszyńskiego tego powiatu i stanowiło część majątku Dubinko, którego właścicielem był wówczas (1846) książę Adam Jerzy Czartoryski. Według spisu urzędowego z 1837 roku wieś liczyła 130 mieszkańców, którzy zamieszkiwali 14 dymów (domostw).
W ramach polityki germanizacyjnej administracja pruska nadała w 1905 wsi nazwę Bismarckseich. W latach 1975–1998 miejscowość należała administracyjnie do województwa leszczyńskiego.